# Nguyễn Hữu Cảnh
Lễ Thành Hầu Nguyễn Hữu Cảnh, también conocido como Nguyễn Hữu Kính', (en idioma chino: 阮 有 鏡), (1650–1700) fue un destacado militar durante el gobierno de Nguyễn Phúc Chu en Cochinchina. Sus expediciones militares a la Región del Delta del Río Mekong colocaron a la región firmemente bajo el control administrativo vietnamita. Considerado como el general más famoso durante la expansión de Vietnam hacia el sur, en la llamada (Nam tiến).

Mapa de Vietnam que muestra la conquista del sur (nam tiến, 1069-1834).

Nguyễn Hữu Cảnh fundó la ciudad de Saigón en 1698. El establecimiento de Saigón y sus fortalezas militares, en y alrededor del delta del Mekong, sirvieron de base para que más adelante diferentes expediciones militares de la corte imperial vietnamita, avanzarán en su búsqueda por expandir su territorio del sur. En Vietnam, Nguyễn Hữu Cảnh es muy querido y venerado por los vietnamitas como un héroe nacional con varios santuarios (miếu) y casas comunales (ình) dedicadas a él.

## Biografía
Nguyễn Hữu Cảnh nació en el distrito de Lệ Thủy en la Provincia de Quảng Bình, Bắc Trung Bộ, Vietnam (entonces parte de Đàng Trong) en 1650. Fue el tercer hijo del general Nguyễn Hữu Dật y su madre fue Nguyen Thi Thien. Su padre tuvo, además de él, tres hijos, Nguyen Huu Hao (Hao Liang), Nguyen Huu Trung y Nguyen Huu Tin.
En 1698, Nguyễn Phúc Chu envió a Canh al sur. Allí fundó la guarnición de Gia Dinh, desde donde promovió que la gente en el centro de Vietnam fuera para establecerse en estas regiones. Ordenó la construcción de carreteras, canales, mercados. Saigón se ha convertido, desde entonces, en una ciudad portuaria estratégica .

### Muerte
En 1699, el rey camboyano Chey Chettha IV ordenó a sus tropas atacar a Đại Việt, actualmente Vietnam. En 1700 Nguyen Phuc Chu envió a Nguyen Huu Canh, junto con el vice primer ministro Pham Cam Long, y al general Trần Thượng Xuyên para defenderse. La armada de Nguyen Huu Canh fue directamente a Nam Vang (hoy conocida como Nom Pen), derrotando a las tropas de Nac Thu, el general camboyano. Poco después de esta guerra Nguyen Huu Canh murió, probablemente de las infecciones por alguna herida menor, aunque las causas de su muerte no son claras.